# Vandenesse (Fluss)
Die Vandenesse ist ein Fluss in Frankreich, der im Département Côte-d’Or in der Region Bourgogne-Franche-Comté verläuft.

## Verlauf
Sie entspringt im Gemeindegebiet von Créancey, beim Ort Beaume, nahe der Autobahn A38 und entwässert generell in südöstlicher Richtung. Nach Durchquerung des Ortes Créancey erreicht sie den Canal de Bourgogne, der hier nach der Passage des 3333 Meter langen Kanaltunnels Voûte de Pouilly-en-Auxois wieder das Tageslicht erreicht. Diesen Schifffahrtskanal begleitet die Vandenesse nun auf ihrer gesamten Fließstrecke und wird teilweise für dessen Wasserversorgung herangezogen. Parallel zu diesen Gewässern verläuft auch die  Autobahn A6. Nach insgesamt rund 18 Kilometern erreicht die Vandenesse im Gemeindegebiet von Crugey den Fluss Ouche, in den sie als linker Nebenfluss einmündet. Die Mündung liegt nahe beim Ort Pont d’Ouche, der aber bereits zur Gemeinde Aubaine gehört.

## Orte am Fluss
(Reihenfolge in Fließrichtung)
- Beaume, Gemeinde Créancey
- Créancey
- Vandenesse-en-Auxois
- Crugey